# Alnus betulifolia
Alnus betulifolia — вид квіткових рослин з родини березових. Поширення: Китай (Чжецзян).

## Біоморфологічна характеристика
Це кущ заввишки до 2–3 м. Кора сіро-коричнева, густо вкрита жовто-коричневими сочевицями. Гілочки сірі, товсті, голі. Листя 8–16 × 4–10 см, широкояйцеподібне до яйцеподібно-еліптичного, верхівка різко загострена, основа тупа або усічена, зазвичай асиметричне, великозернисте з 12–14 парами бічних жилок, нерівномірно та подвійно гостропилчасте, верхня поверхня майже гола, нижня поверхня ворсинчаста лише вздовж бічних жилок у молодому віці, та з волосистими домаціями; ніжка листка 12–20 мм завдовжки, запушена лише в борозні. Прилистків 2, широколанцетні. Чоловічі суцвіття — поодинокі сережки в пазухах листків, взимку циліндричні, дозрівають до 20–45 × 10–15 мм під час цвітіння, від прямовисних до пониклих. Жіночі суцвіття по 1–2 у бічних гілках над (рідко під) чоловічими, 6–10 × 3–4 мм, прямовисні, плодоніжка 10–30 мм. Плід 15–25 × 10–15 мм, яйцеподібний. Насіння 3 × 1.5 мм, еліптичне, з асиметричними перетинчастими крилами. Цвіте у березні. Плоди дозрівають у жовтні.

## Середовище
Росте на скелястих схилах у долинах, 550 м над рівнем моря.